# Championnat de Malte de football 1958-1959
Navigation
Saison précédente Saison suivante
La saison 1958-1959 de First Division Maltaise était la quarante-quatrième édition de la première division maltaise.
Lors de cette saison, le Floriana FC a tenté de conserver son titre de champion face aux sept meilleurs clubs maltais lors d'une série de matchs se déroulant sur toute l'année.
Les huit clubs participants au championnat ont été confrontés à deux reprises aux sept autres.
C'est le La Vallette FC qui a été sacré champion de Malte pour la sixième fois.

## Les huit clubs participants
| Club                | Stade             | Capacité | Ville      |
| ------------------- | ----------------- | -------- | ---------- |
| Birkirkara-Luxol    | Infetti Ground    | 2 000    | Birkirkara |
| Floriana FC         | -                 | -        | Floriana   |
| Hamrun Spartans     | Victor Tedesco    | 6 000    | Hamrun     |
| Paola Hibernians FC | Hibernians Ground | 8 000    | Paola      |
| Marsa FC            | -                 | -        | Marsa      |
| Rabat FC            | -                 | -        | Rabat      |
| Sliema Wanderers FC | Guze Fava Ground  | 4 000    | Sliema     |
| La Vallette FC      | -                 | -        | La Valette |

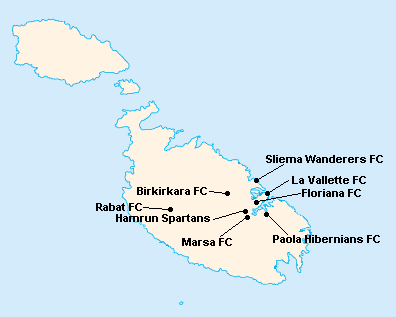
Localisation des clubs engagés dans le championnat.

L'île de Malte étant relativement petite, les clubs évoluent tous au stade National Ta'Qali (17 400 places). Certain cependant ont leur propre enceinte qu'ils peuvent éventuellement utiliser.

## Compétition

### Classement
| Rang | Équipe                  | Pts | J  | G  | N | P | Bp | Bc | Diff |
| ---- | ----------------------- | --- | -- | -- | - | - | -- | -- | ---- |
| 1    | La Vallette FC          | 23  | 14 | 10 | 3 | 1 | 39 | 11 | +28  |
| 2    | Sliema Wanderers FC (C) | 18  | 14 | 9  | 0 | 5 | 31 | 21 | +10  |
| 3    | Hamrun Spartans         | 15  | 14 | 7  | 1 | 6 | 30 | 26 | +4   |
| 4    | Floriana FC (T)         | 12  | 14 | 5  | 2 | 7 | 21 | 26 | -5   |
| 5    | Paola Hibernians FC     | 12  | 14 | 5  | 2 | 7 | 15 | 22 | -7   |
| 6    | Birkirkara FC           | 12  | 14 | 5  | 2 | 7 | 22 | 30 | -8   |
| 7    | Marsa FC (P)            | 12  | 14 | 4  | 4 | 6 | 17 | 25 | -8   |
| 8    | Rabat FC                | 8   | 14 | 3  | 2 | 9 | 19 | 33 | -14  |

| Légende : Qualifications et relégations | Légende : Qualifications et relégations                                                     |
| --------------------------------------- | ------------------------------------------------------------------------------------------- |
|                                         | Relégation en Second Division Maltaise                                                      |
|                                         | (T) : Tenant du titre 1957-1958 (P) : Promu en 1957-1958 (C) : Vainqueur du Trophée Rothman |

## Bilan de la saison
| Tableau d'Honneur       |                     |
| Compétition             | Vainqueur           |
| First Division Maltaise | La Vallette FC      |
| Trophée Rothman         | Sliema Wanderers FC |

| Promotions et relégations            |                 |
| Relégués en Second Division Maltaise | Rabat FC        |
| Promus de Second Division Maltaise   | St. George's FC |